# Lago Cormorant (Manitoba)
O lago Cormorant é um lago de água doce localizado em Manitoba no Canadá.
Faz parte da bacia fluvial do rio Saskatchewan e do rio Nelson.